# Jogin

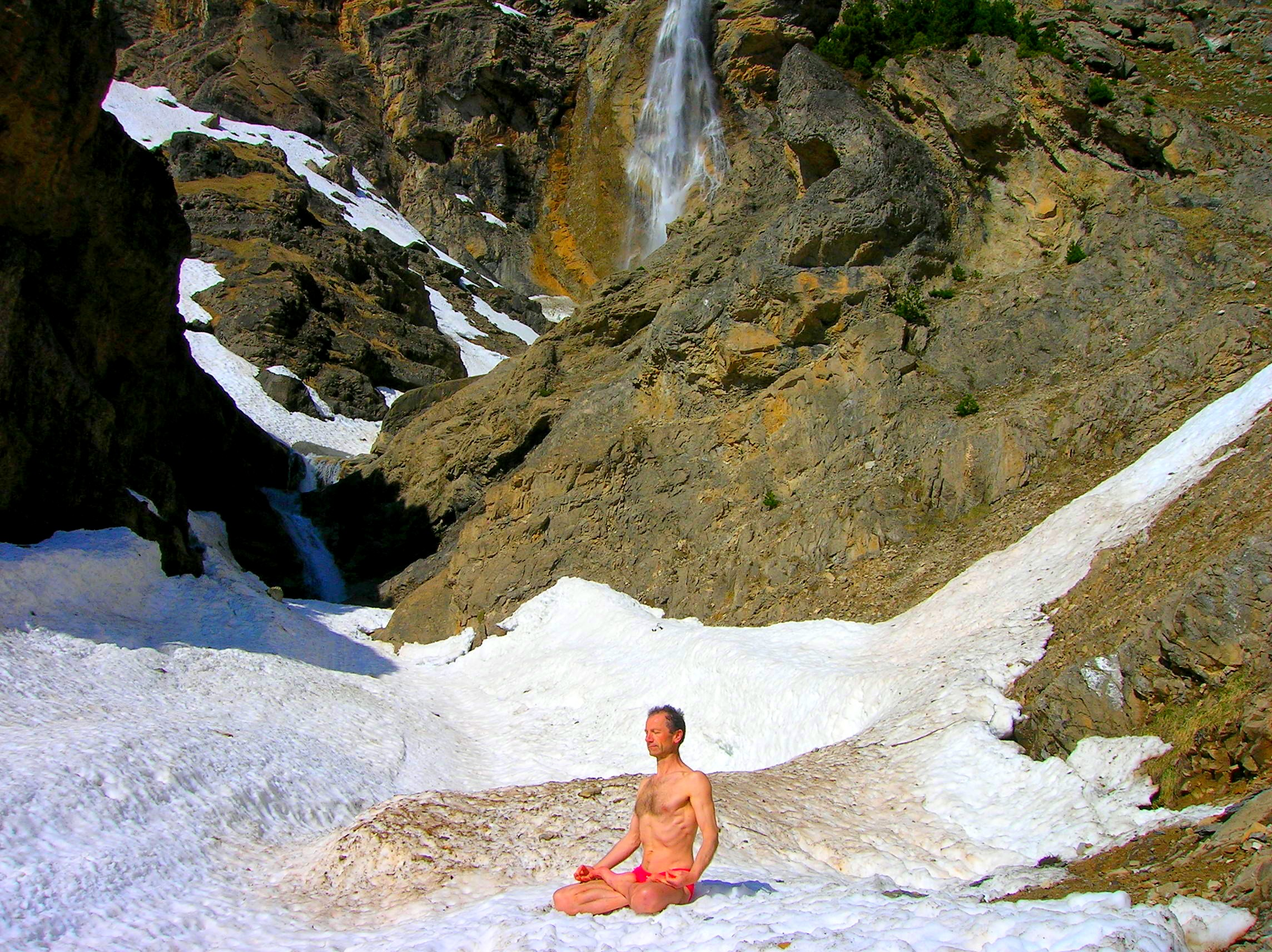
Praktykujący jogin

Jogin (dewanagari योगी) – w hinduizmie i buddyzmie męski adept systemu rozwoju duchowego. Termin jogini odnosi się do żeńskiej adeptki rozwoju duchowego.

## Buddyzm
W buddyzmie joginami nazywa się praktykujących i urzeczywistniających nauki Diamentowej Drogi – Wadżrajany.

## Uzbrojenie
Ze względu na zakazy religijne dotyczące noszenia zwykłej broni, indyjscy jogini używali do samoobrony złączonych rogów antylopy indyjskiej, zwanych madu.